# Phégée (roi de Psophis)
Dans la mythologie grecque, Phégée (en grec ancien Φηγεύς / Phêgeús) est un roi de Psophis, une ville d'Arcadie.

## Famille
Phégée était le fils du dieu-fleuve Alphée. Il était donné comme le père d'Alphésiboée (en), de Téménus et d'Axion ou d'Arsinoé, de Pronous et d'Agénor (en).

## Mythe
Phégée purifia Alcméon du meurtre de sa mère Ériphyle et lui donna sa fille Arsinoé en mariage. Celle-ci reçut en remerciement le péplos et le collier d'Harmonie.
Mais les présents furent repris par Alcméon, qui voulait les offrir à sa seconde épouse Callirrhoé, fille du dieu fleuve Achéloos. Ayant appris la traitrise de son gendre, Phégée donna l'ordre à ses deux fils, Pronoos et Agénor, de le tuer. Devenue veuve, Arsinoé lança une malédiction sur son père et ses deux frères. Elle devait porter ses fruits, car les deux enfants de Callirrhoé, Acarnan et Amphotéros vengèrent leur père Alcméon en tuant Phégée et ses deux fils.

## Sources
1. ↑  Hyginus. Fabulae, 244, 245
2. ↑  Pausanias Description de la Grèce, 6.17.4, 8.24.4 & 9.41.2
3. ↑  Apollodore, Bibliothèque, 3.7.6

- Pseudo-Apollodore, Bibliothèque [détail des éditions] [lire en ligne] (III, 7, 5-6).